# Amphinemura latifollicula
Amphinemura latifollicula är en bäcksländeart som beskrevs av Du och Wang 2007. Amphinemura latifollicula ingår i släktet Amphinemura och familjen kryssbäcksländor. Inga underarter finns listade i Catalogue of Life.